# Тихвинский испытательный центр железнодорожной техники
ООО «Тихвинский испытательный центр железнодорожной техники» (ТИЦ ЖТ) — центр по испытаниям железнодорожной продукции и исследованиям в сфере железнодорожного транспорта.
Испытательный центр предоставляет услуги по проведению полного комплекса стационарных и ходовых испытаний продукции вагоностроения в рамках оценки прочностных и эксплуатационных характеристик и качества разрабатываемой конструкции, а также подтверждения соответствия обязательным требованиям.
Испытания проводятся на территории промышленной площадки в г. Тихвине, Ленинградской области.

## История
«Тихвинский испытательный центр железнодорожной техники» основан в 2013 году.
В 2014 году были открыты обособленные подразделения в г. Тверь и в г. Санкт-Петербург.
В марте 2015 года состоялся официальный запуск центра в г. Тихвине.

## Деятельность
Испытательный центр предоставляет услуги по проведению полного комплекса стационарных и ходовых испытаний продукции вагоностроения в рамках оценки прочностных и эксплуатационных характеристик и качества разрабатываемой конструкции, а также подтверждения соответствия обязательным требованиям. В дополнение к грузовому вагоностроению на базе ТИЦ ЖТ планируется проведение исследований и испытаний элементов инфраструктуры, тягового подвижного состава, пассажирских вагонов и вагонов метро.
ТИЦ ЖТ аккредитован на право проведения работ по подтверждению соответствия требованиям Технического регламента ТС (ТР ТС 001/2011) «О безопасности железнодорожного подвижного состава».
Область аккредитации ТИЦ ЖТ включает в себя испытания:
- Грузовые вагоны различных типов
- Грузовые тележки
- Крупное тележечное литье
- Колесные пары вагонные
- Среднее вагонное литье
- Пружины рессорного подвешивания железнодорожного подвижного состава, др.

## Оборудование
ТИЦ ЖТ оснащен специализированным оборудованием, позволяющим проводить все виды испытаний: 3D стендом пространственных динамических и статических испытаний, автоматизированным стендом для испытаний на соударение, а также оборудованием для статических испытаний тележек и их литых частей, прочности вагонов при действии продольных растягивающих и сжимающих сил и усталостных испытаний.
3D-стенд совместного производства компании MTS Systems Corporation, ведущего мирового поставщика высококачественных систем тестирования, и компании CFM, крупнейшего разработчика силовых конструкций для проведения усталостных испытаний, является уникальным для России испытательным оборудованием.
Использование 3D стенда в изучении характеристик железнодорожной продукции позволяет оперативно ставить точные оценки с высокой степенью корреляции с реальными условиями эксплуатации.